# Pekka Saravo
Pekka Saravo, född 13 november 1979 i Rovaniemi, är en finsk före detta ishockeyspelare. Han tillbringade den större delen av sin karriär i sin moderklubb Tappara i Liiga. Med Tappara har han vunnit finsk guld vid tre tillfällen, och tagit fem silver. Under sin näst sista säsong var han den back som hade bäst plus/minus-statistik i Liiga, och under sin sista säsong tilldelades Saravo Raimo Kilpiö Trophy som går till den spelare som ansetts ha visat bäst sportsmanship.
Mellan säsongerna 2005/06 och 2008/09 lämnade Saravo Finland för spel i Elitserien. Han tillbringade tre säsonger med Luleå HF och en säsong med Linköping HC innan han återvände till Tappara. De tre efterföljande säsongerna var han lagkapten för Tappara.
Han har spelat tre VM-turneringar med det finska landslaget och tagit ett VM-silver och ett VM-brons.

## Karriär

### Klubblag
Saravo påbörjade sin ishockeykarriär med Tappara. Säsongen 2000/01 gjorde han debut med Tapparas A-lag i Liiga. Vid säsongens slut tilldelades Saravo ett finskt silver sedan Tappara förlorat finalserien mot HC TPS med totalt 3–1 i matcher. Tappara tog sig till final även de två efterföljande säsongerna där det blev silver (förlust mot Jokerit med 1–3 i matcher) och sedan guld (seger mot Kärpät med 0–3 i matcher). I sin fjärde A-lagssäsong i Tappara utsågs Saravo till assisterande lagkapten.
Inför säsongen 2005/06 lämnade Saravo Tappara för spel i Sverige med Luleå HF i Elitserien. Efter två säsonger i klubben förlängdes Saravos avtal med ytterligare två år i mars 2007. I april 2008 bekräftades det att han brutit sitt avtal med Luleå i förtid och istället skrivit på för seriekonkurrenten Linköping HC. Poängmässigt gjorde han sin sämsta säsong i Linköping, på 54 matcher noterades han för åtta poäng (fyra mål, fyra assist). Vid säsongens slut bröt LHC avtalet med Saravo, som sedan återvände till Tappara.
Vid sin återkomst till Tappara utsågs Saravo till ny lagkapten, en titel han höll under tre säsonger. De två första säsongerna sedan Saravos återkomst i Liiga, var hans poängmässigt bästa i Tappara då han under båda dessa säsonger stod för 19 poäng (sju mål, tolv assist) på 52 respektive 48 grundseriematcher. Från säsongen 2012/13 spelade Saravo samtliga finaler i Liiga fram tills då han valde att avsluta sin ishockeykarriär 2017. De tre första finalerna slutade med finskt silver: en förlust mot Ässät (2–4) och två förluster mot Kärpät (båda matchserierna slutade 3–4). I sin fjärde raka final bärgade Saravo sitt andra finska guld då Tappara besegrade HIFK i finalserien med 4–2 i matcher. Under säsongens gång var Saravo den spelare som hade bäst plus/minus-statistik i grundserien (+23). Säsongen 2016/17 kom att bli Saravos sista, och för femte året i följd spelade han final med Tappara. Han tilldelades sitt tredje finska mästerskapsguld sedan laget besegrat KalPa med 4–2 i matcher. Vid säsongens slut tilldelades Saravo Raimo Kilpiö Trophy som går till den spelare som ansetts ha visat bäst sportsmanship.

### Landslag
Saravo gjorde A-landslagsdebut den 16 december 2002 under Baltica Cup.
2005 blev han uttagen att spela sitt första VM, som avgjordes i Österrike. Laget tog sig förbi båda gruppspelsrundorna, men föll i kvartsfinal mot Ryssland. Saravo blev poänglös under samtliga fem matcher han spelade. Året därpå spelade Saravo sin andra VM-turnering, denna gång i Lettland. Efter de två gruppspelsrundorna var Finland klart för kvartsfinal sedan man endast förlorat en match – mot Kanada. I kvartsfinal besegrade man Vitryssland (3–0), men föll sedan i semifinal mot Tjeckien (1–3). I bronsmatchen ställdes laget mot Kanada, där man lyckades få revansch via en 5–0-seger. Saravo tilldelades därmed ett VM-brons. På nio matcher stod han för en assistpoäng.
2007 spelade han sitt sista världsmästerskap. VM avgjordes detta år i Ryssland. Med sitt första landslagsmål, den 27 april 2007 på Igor Karpenko, inledde Saravo Finlands målskytte i turneringen i en segermatch mot Ukraina (5–0). I slutspelet slog man först ut USA, efter straffläggning (5–4), och därefter Ryssland, efter förlängning (2–1). I finalen föll dock Finland mot Kanada (2–4) och Saravo tilldelades ett VM-silver. Detta blev hans poängmässigt bästa VM-turnering med tre poäng (två mål, en assist) på nio spelade matcher.

## Statistik

### Klubblag
| 2000–01      | Tappara      | Liiga        | 56  | 1  | 3  | 4   | 38  | 10  | 0 | 2  | 2  | 4  |
| 2001–02      | Tappara      | Liiga        | 53  | 3  | 1  | 4   | 12  | 10  | 0 | 0  | 0  | 6  |
| 2002–03      | Tappara      | Liiga        | 55  | 4  | 4  | 8   | 42  | 15  | 1 | 2  | 3  | 8  |
| 2003–04      | Tappara      | Liiga        | 47  | 7  | 8  | 15  | 30  | 3   | 0 | 0  | 0  | 2  |
| 2004–05      | Tappara      | Liiga        | 56  | 6  | 11 | 17  | 30  | 8   | 1 | 0  | 1  | 2  |
| 2005–06      | Luleå HF     | Elitserien   | 44  | 8  | 9  | 17  | 52  | 6   | 1 | 0  | 1  | 6  |
| 2006–07      | Luleå HF     | Elitserien   | 55  | 6  | 17 | 23  | 61  | 4   | 0 | 0  | 0  | 4  |
| 2007–08      | Luleå HF     | Elitserien   | 55  | 8  | 10 | 18  | 52  | —   | — | —  | —  | —  |
| 2008–09      | Linköping HC | Elitserien   | 54  | 4  | 4  | 8   | 50  | 6   | 0 | 2  | 2  | 4  |
| 2009–10      | Tappara      | Liiga        | 52  | 7  | 12 | 19  | 46  | 9   | 0 | 1  | 1  | 8  |
| 2010–11      | Tappara      | Liiga        | 48  | 7  | 12 | 19  | 36  | —   | — | —  | —  | —  |
| 2011–12      | Tappara      | Liiga        | 48  | 4  | 4  | 8   | 32  | —   | — | —  | —  | —  |
| 2012–13      | Tappara      | Liiga        | 56  | 1  | 7  | 8   | 26  | 15  | 0 | 1  | 1  | 10 |
| 2013–14      | Tappara      | Liiga        | 56  | 4  | 4  | 8   | 36  | 20  | 0 | 2  | 2  | 2  |
| 2014–15      | Tappara      | Liiga        | 59  | 2  | 2  | 4   | 30  | 20  | 0 | 0  | 0  | 27 |
| 2015–16      | Tappara      | Liiga        | 60  | 3  | 7  | 10  | 32  | 15  | 0 | 0  | 0  | 8  |
| 2016–17      | Tappara      | Liiga        | 56  | 1  | 3  | 4   | 24  | 18  | 0 | 3  | 3  | 2  |
| Liiga totalt | Liiga totalt | Liiga totalt | 704 | 50 | 78 | 128 | 414 | 143 | 2 | 11 | 13 | 77 |
| SHL totalt   | SHL totalt   | SHL totalt   | 208 | 26 | 40 | 66  | 216 | 16  | 1 | 2  | 3  | 14 |

### Internationellt
| År            | Lag           | Turnering     | Matcher | Mål | Assists | Poäng | Utv. |
| ------------- | ------------- | ------------- | ------- | --- | ------- | ----- | ---- |
| 2005          | Finland       | VM            | 5       | 0   | 0       | 0     | 0    |
| 2006          | Finland       | VM            | 9       | 0   | 1       | 1     | 4    |
| 2007          | Finland       | VM            | 9       | 2   | 1       | 3     | 8    |
| Senior totalt | Senior totalt | Senior totalt | 23      | 2   | 2       | 4     | 12   |